# Hszüancseng
Hszüancseng (egyszerűsített kínai írással: 宣城, pinjin: Xuānchéng) prefektúra szintű város Kínában, Anhuj tartományban. Lakosainak száma 2 500 063 fő (2020).

## Népesség
| 2010 | 2 532 938 |
| 2020 | 2 500 063 |

## Híres személyek
- Mej Jao-csen - kínai költő